# Clive Oppenheimer
Clive Oppenheimer   (28 de maig de 1964) és un vulcanòleg britànic i professor de vulcanologia al Departament de Geografia de la Universitat de Cambridge.
Oppenheimer va estudiar el grau de ciències naturals a la Universitat de Cambridge, on va obtenir el títol. Posteriorment es va doctorar per l'Open University, amb una tesi sobre l'ús de la teledetecció en vulcanologia, supervisada per Peter Francis i David Rothery.
Els seus esforços d'investigació es basen en l'estudi de la vulcanologia i la geoquímica a l'Antàrtida. Ha passat 13 temporades realitzant treball de camp al mont Erebus (Antàrtida). A més del seu treball vulcanològic, Oppenheimer va descobrir dos assentaments perduts d'un grup d'exploradors l'expedició Terra Nova del 1912, espai actualment protegits segons el sistema del tractat antàrtic.
El 2011, el govern de Corea del Nord el va convidar, juntament amb la seva doctorand Kayla Iacovino i el vulcanòleg James Hammond de l'Imperial College de Londres, a estudiar la muntanya Baekdu per a la seva activitat volcànica, projecte que durà aproximadament fins a l'any 2016.
És membre de la unitat de vulcanologia de Cambridge.
Oppenheimer va aparèixer al documental de Werner Herzog Encounters at the End of the World (Troballes a la fi del món) i apareix al documental de Werner Herzog de 2016 Into the Inferno (Entrada a l'Infern). Oppenheimer també va aparèixer al The Museum of Curiosity de BBC Radio 4, al que va fer una donació d'una petita llauna de magma. També ha aparegut a The Infinite Monkey Cage al costat de Jo Brand i Tamsin Mather i The Museum of Curiosity, Midweek i In Our Time a BBC Radio 4.
El 2005 va rebre el premi Murchison de la Royal Geographical Society (Acadèmia Real de Geografia) per les seves contribucions a la ciència geogràfica en els últims anys.

## Publicacions
Les seves publicacions més rellevants:
- Erupcions que van sacsejar el món[15]
- Volcans, juntament amb Peter Francis[16]
- El vulcanisme i l'atmosfera de la Terra[17]
- Desgasificació volcànica[18]